# Megyer Camp Fesztivál

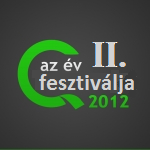
II. díj

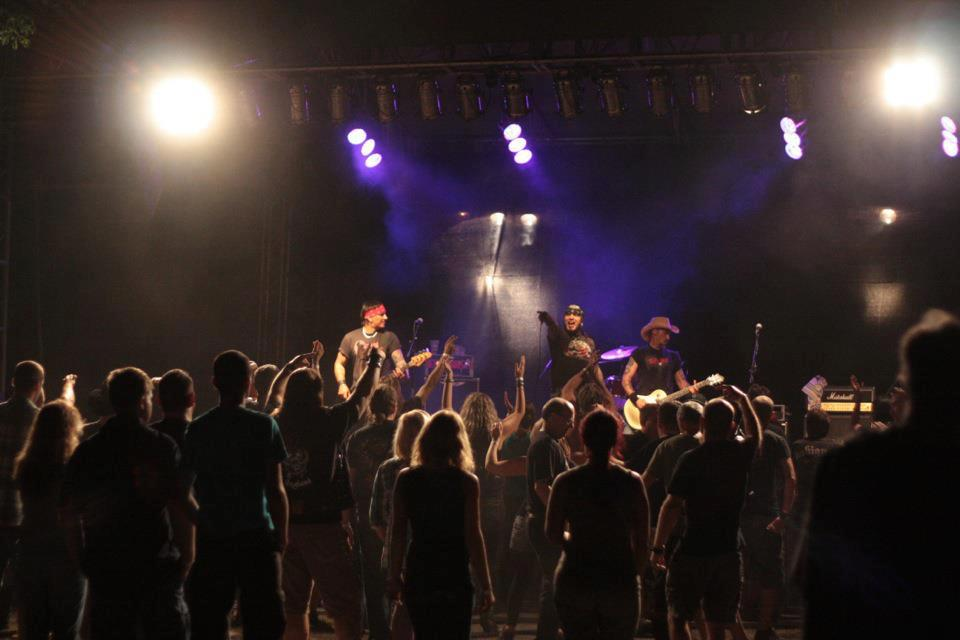
Mecafe1

A Megyer Camp Fesztivál 2008-ban alapított könnyűzenei fesztivál a Veszprém megyei Megyeren.

## Kezdetek
A rendezvény alapjait Megyeren a Paprissimo Fesztivál teremtette meg. Magyarország legkisebb települése a térség programjainak színesítése érdekében a kis fesztiváljuk zenei stílusát rockosra hangolta. Az első évtől (2007) a sztárvendég a Zorall zenekar volt. A 2008-as nagysikerű Parissimo Fesztiválon felbuzdulva a fesztiválszervezők és a zenekar menedzsmentje megállapodott, és még abban az évben létrehozták az első megyeri kemping fesztivált Zorall Sörolimpia néven.

## Négy év Zorall
A szervezők alapkoncepciója egy olyan könnyűzenei (rock) fesztivál megteremtése, ami a zene szeretete mellett, a közönségnek megmutatni a vidéki élet szépségét és báját. Erre a feladatra tökéletes helyszínnek ígérkezett Megyer. A fesztiválra a folyamatos fejlődés volt a jellemző, a kezdeti 200-300 fős látogatottság a negyedik évre meghaladta a 3000 főt.

## Szakítás
2012-ben fordulóponthoz érkeztek a rendezvény szervezői. Az első három évben ingyenes, majd az utolsó évben jelképes belépő árak nem tették lehetővé a helyszín infrastrukturális fejlesztését. A kicsi falu saját erőből ezeket nem tudta megteremteni, a Zorall zenekar menedzsmentje pedig ragaszkodott a bevételéhez. Mivel az álláspontokat nem tudták közelíteni, így 2012 februárjában a zenekar vezetése titokban megegyezett egy másik helyszínnel, hogy átviszik a közös rendezvényt. A Megyeren maradt szervezők már abban az évben Megyer Camp Fesztivál néven folytatták a rendezvényt.

## A folytatás
2012 nyarán rendezték meg az első önálló produkciót. Az augusztus 20-i programdömping majdnem ellehetetlenítette a rendezvényt, de a lelkesedés és a szerető közönség átgördítette a holtponton a szervezőket. Az esemény az év fesztiválja versenyben közönség díjazottjai között a második helyet szerezte meg. (koncert.hu)
A 6. Megyer Camp fesztivál időpontja 2013. július 4-7.

## 2013
2013 július első hétvégéjén új időpontban került megrendezésre. Kockázatos volt, hogy már csütörtökön elkezdődött a rendezvény. A sok munka és előkészítés megtette a hatását és nem várt sikerrel zárták a 3 napot. Lovasi Andrástól Fishig on Orfű szervezőjétől kölcsönzött mondatokkal lehet a legjobban jellemezni "Ez a fesztivál nem attól jó, hogy mi olyan nagyon jók vagyunk, nem attól jó, hogy itt a zenekarok annyival különlegesebb koncerteket adnak mint máshol, ez a fesztivál attól jó, hogy van egyfajta koncepciója, amit az emberek értenek, éreznek és az emberektől jó.". Szeptember 27-én értesültek arról, hogy a The European Festival Awards befogadta a fesztivál nevezését és a legjobb európai kisfesztiválok (500-5000 Fő) kategóriában 50 versenytársa között indulhat.